# ایلیوشین ایل-۷۶

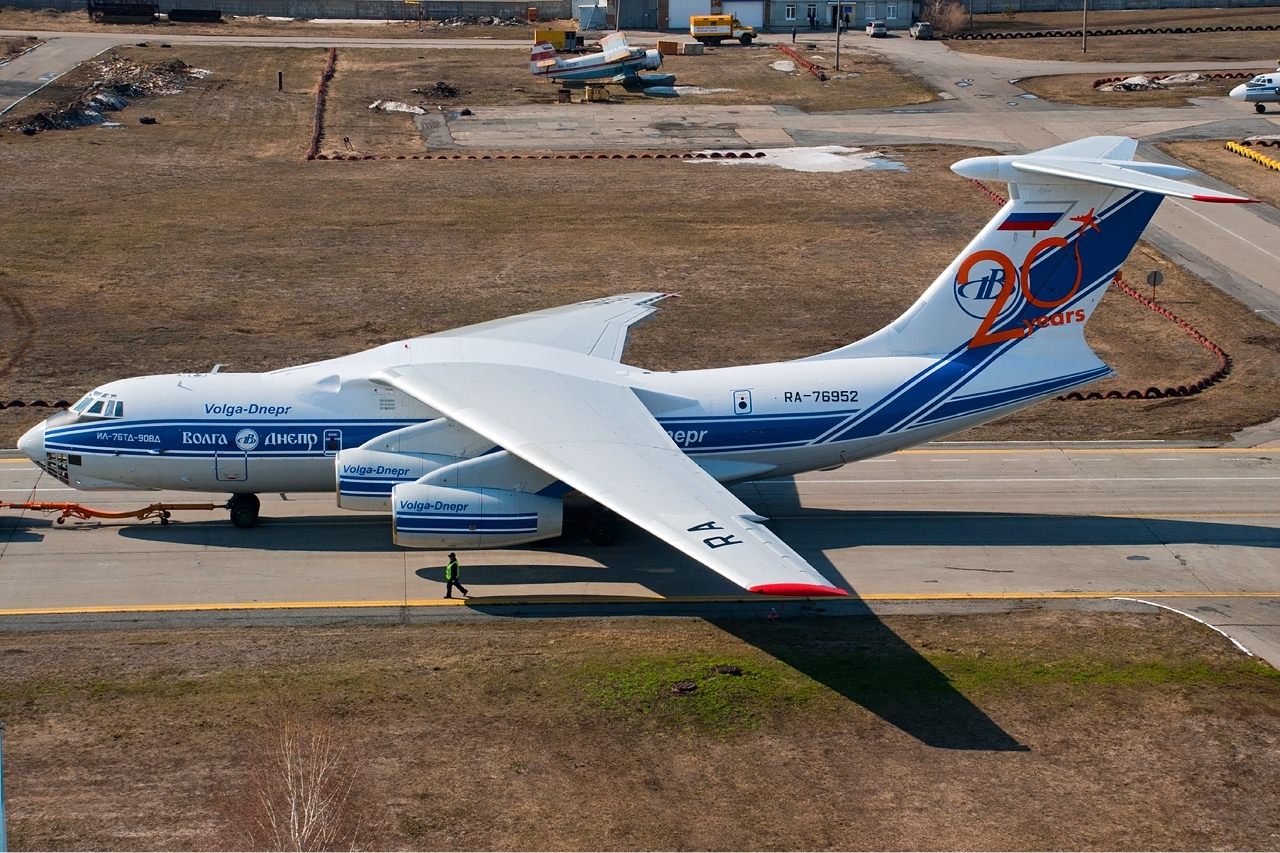
ایلیوشین ایل-۷۶

ایلیوشین ایل-۷۶ (به روسی: Ильюшин Ил-76) (نام‌گذاری ناتو: کاندید) یک هواپیمای جت چهار موتوره ترابری ساخت شرکت هواپیماسازی ایلیوشین در کشور روسیه است. این هواپیما برای شرایط سخت طراحی شده‌است و توانایی خیز و فرود را در فاصله کوتاه و زمین‌های ناهموار در هر گونه شرایط نامساعد جوی دارد.
مدل‌هایی از این هواپیما برای سوخت‌رسانی هوایی، هشدار پیش‌هنگام هوابرد (آواکس) و همچنین عملیات آتش‌نشانی هوایی به‌کار می‌رود.

## تاریخچه
ساخت ایلیوشین ۷۶ به میانه دهه ۱۹۶۰ بر می‌گردد. زمانی که نیروی هوایی شوروی به یک هواگرد ترابری نظامی راهبردی با توان حمل ۴۰ تن بار در برد ۵۰۰۰ کیلومتری نیاز داشت که بتواند جایگزین آنتونوف ای‌ان-۱۲ شود. تا سال ۱۹۶۹، ایلیوشین طرح اولیه خود را به ارتش پیشنهاد داد که مورد قبول قرار گرفت و این هواپیما در ۲۵ مه سال ۱۹۷۱ اولین پرواز خود را انجام داد. در اولین پرواز یک ساعت خود رضایت بسیار را برانگیخت و چند ماه بعد به نمایشگاه هوایی پاریس اعزام‌شد.
این هواپیما دارای چهار موتور توربوفن است و در چندین کشور اروپایی، آسیایی و آفریقایی در حال فعالیت است. تولید انبوه این هواپیما در ابتدا در تاشکند آغاز شد و ۸۶۰ فروند از نوع ترابری تا پیش از سال ۱۹۹۰ میلادی تولیدشد. در دهه ۱۹۹۰، تعداد معدودی از نوع مدرن و پیشرفته این هواپیما با تغییرات و موتوری جدید تولید شد. در سال‌های بعد نیز انواع مختلفی از این هواپیما از جمله دو فروند از مدل برییف آ-۶۰ و ۲۵ فروند از نوع آواکس موسوم به برییف آ-۵۰ تولید شده‌اند.

## کاربران
- نیروی هوایی روسیه
- نیروی هوایی هند
- نیروی هوایی اوکراین
- نیروی هوایی عراق
- نیروی هوایی ایران
- نیروی هوایی پاکستان

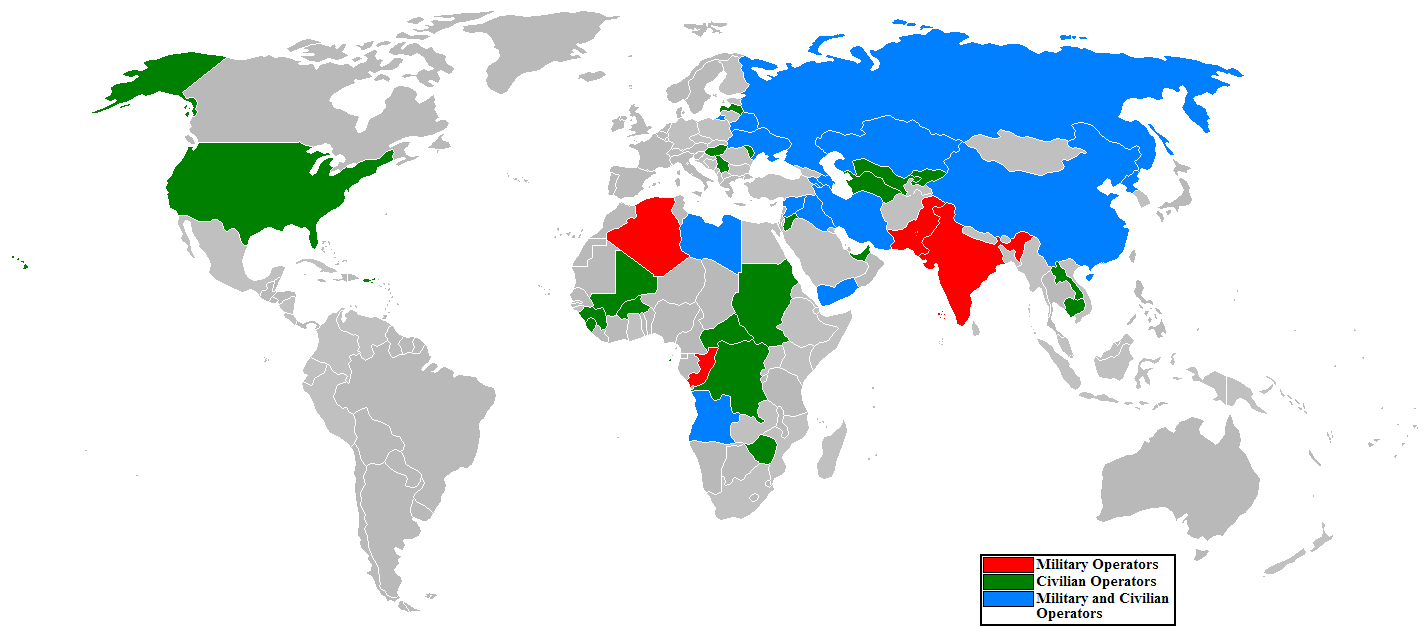
کاربران کنونی و پیشین ایلیوشین ایل-۷۶

- نیروی هوایی خلق کره شمالی
- نیروهای جمهوری خلق چین
- ارتش سوریه
- ایالات متحده آمریکا غیر نظامی

و ۱۸ کشور دیگر

## مشخصات

### ویژگی‌های عمومی
- خدمه: ۵ نفر
- گنجایش: ۴۰ تا ۶۰ تن
- طول: ۴۶٫۵۹ متر
- طول بال‌ها: ۵۰٫۵ متر
- ارتفاع: ۱۴٫۷۶ متر
- مساحت بال: ۳۰۰ متر مربع
- وزن خالی: ۹۲ تا ۱۰۴ تن
- حداکثر وزن برخاست: ۱۹۵ تا ۲۱۰ تن (بر اساس مدل)[۲]

### عملکرد
- حداکثر سرعت: ۹۰۰ کیلومتر بر ساعت گ، معادل ۰٫۸۲ ماخ
- برد پرواز: ۴۰۰۰ تا ۵۰۰۰ کیلومتر
- حداکثر ارتفاع پروازی: ۱۳۰۰۰ متر (۴۳٬۰۰۰ پا)
- حداقل طول باند برای فرود: ۴۵۰ متر (با استفاده از تراست معکوس)[۳]

### تسلیحات
- ۲ توپ ۲۳ میلی‌متری در دم
- برخی مدل‌های نظامی دارای دو جایگاه تسلیحات زیر هر بال با قابلیت حمل ۵۰۰ کیلوگرم بمب[۴]